# 長野県木曽養護学校
長野県木曽養護学校（ながのけん きそようごがっこう）は、長野県木曽郡木曽町に位置する特別支援学校。寄宿舎が設置されている。

## 児童・生徒数
- 児童生徒数 31名
- 職員数 43名

（令和6年度時点）

## 主な通学区域
- 南木曽町、大桑村、上松町、王滝村、木曽町、木祖村、塩尻市、松本市、伊那市[2]